# Nadine de Rothschild
Pour les articles homonymes, voir Rothschild.
Nadine de Rothschild est une actrice française, devenue écrivaine et personnalité mondaine, née le 18 avril 1932 à Saint-Quentin (Aisne).
Elle est la veuve du baron Edmond de Rothschild.
Muse et modèle du peintre Jean-Gabriel Domergue dans sa prime jeunesse, elle est actrice dans les années 1950 sous le pseudonyme de Nadine Tallier. Elle renonce au cinéma en 1963 à la suite de son mariage avec Edmond de Rothschild, qui la hisse au sein de la haute bourgeoisie d'affaires. Auteure d'essais et romans, elle est connue du grand public pour ses traités d'éducation et ses guides de savoir-vivre.

## Biographie

### Enfance
Nadine de Rothschild naît sous le nom d'état civil de Nadine Nelly Jeannette Lhopitalier à Saint-Quentin dans l'Aisne, d'un père inconnu et de Suzanne Lhopitalier, ouvrière dans le coton. Son beau-père est gardien de la paix. Elle vit dans des conditions modestes à Puteaux, avec sa demi-sœur Nadeige de six ans sa cadette, dans un deux-pièces sans eau courante. Étant très mince, elle est surnommée « fil de fer » mais découvre dès son jeune âge son pouvoir de séduction auprès des garçons. Elle grandit dans une famille communiste, déclarant : « Petite fille, j’avais la faucille et le marteau tamponnés sur l’avant-bras lorsque nous allions à la Fête de l’Humanité ». Elle décrit une vie de quartier multiculturelle et enrichissante, jusqu'à l'instauration du régime de Vichy. Des membres de sa famille, des résistants d’un réseau de renseignement, sont déportés, dont le frère de sa mère, qui n’a pas survécu après son retour, victime des suites d’expérimentations. À l'âge 12 ans, sa famille quitte Puteaux pour Paris, dans le quartier de la porte de Champerret, rue Guersant. Elle fréquente l'école secondaire de filles du boulevard Pereire, qu'elle quitte à 14 ans pour travailler chez Neubauer à la fabrication de housses de sièges pour Peugeot. Ne s'entendant pas avec son beau-père autoritaire, elle loue une chambre de bonne boulevard Gouvion-Saint-Cyr. À 16 ans, elle travaille chez un marchand de laine. Elle affirme que ses conditions de vie étaient communes à l'ensemble des jeunes femmes de son époque.
Elle découvre par hasard un livre sur le savoir-vivre de Louise d'Alq  ainsi qu'un manuel de la baronne Staffe, qui la guide pour l'apprentissage des bonnes manières. Autodidacte en sociabilité et code mondain, elle justifie cet intérêt dés son adolescence comme étant une voie d'émancipation de sa condition sociale en déclarant : « C'était, d'une certaine manière, une façon de m'affranchir de mon milieu. J'avais un fort désir de réussite, d'ascension sociale ».

### Carrière artistique
À 16 ans, avec une collègue qui avait répondu à une annonce dans un journal, Nadine Lhopitalier est engagée comme modèle par le peintre Jean-Gabriel Domergue, dont la femme parisienne dans le style pin-up est l’un des sujets favoris. Appréciant son physique d'ingénue perverse, il lui dresse trois portraits.
Elle rencontre Georges Brassens, qui lui dédie sa chanson Une jolie fleur dans une peau d'vache,. Nadine Lhopitalier lui aurait aussi inspiré Le Père Noël et la Petite Fille.
Jean-Gabriel Domergue lui fait rencontrer Marc Allégret qui, après un essai, lui conseille de prendre des cours d'art dramatique, mais n'ayant pas les moyens de les payer, elle épluche les annonces dans Le Film français pour des emplois de figurante. En 1949, elle est engagée comme figurante pour le rôle d'une collégienne dans le film de Julien Duvivier, Au royaume des cieux. Elle prend le pseudonyme de Nadine Tallier. Sa carrière se limite à des seconds rôles. Elle double Martine Carol dans une scène de nu du film Caroline chérie de Richard Pottier. Elle obtient un second rôle dans Manina, la fille sans voiles, qui met en vedette Brigitte Bardot.
Outre son activité dans le cinéma, elle est engagée par Bruno Coquatrix à L'Européen, à Bobino et au théâtre des Capucines. En 1954, elle est présentatrice à l'Olympia.
Elle refuse un contrat de sept ans à Hollywood que lui propose la Metro-Goldwyn-Mayer, préférant continuer de tenter sa chance à Paris : « Ce refus était aberrant, contre toute logique, et pourtant je sentais que si je partais, je laissais passer ma chance. Toutes les filles qui ont accepté ces contrats n'ont jamais percé » ; elle pensait aussi ne pas répondre aux standards des actrices de l'époque.
Elle fait des essais à Los Angeles pour le rôle d'une Française dans le film Le soleil se lève aussi, réalisé par Henry King et produit par Darryl F. Zanuck, qui doit se tourner en partie à Paris. Mais Bella Darvi, la maîtresse d'alors de Darryl Zanuck, exaspérée, lui dit que le rôle lui revient. Finalement le rôle sera tenu, sur sa suggestion, par Juliette Gréco.
Nadine Tellier arrête le cinéma en 1963, après avoir épousé le baron Edmond de Rothschild et donne naissance à son fils la même année.

### Famille
Nadine Lhopitalier est d'abord fiancée à Lance Callingham, fils de la milliardaire Norah Docker (en), mais renonce au mariage en raison des ingérences dans sa vie par la mère de son fiancé : « Tout est allé très vite dans ma tête. Je savais être docile, mais accepter que ma vie soit totalement gérée par cette femme ! ».
Le 20 janvier 1960, lors d’un dîner organisé par l’homme d’affaires Ben Jakober, elle rencontre le banquier et baron franco-suisse Edmond de Rothschild.
Le 26 juin 1963 à Paris, enceinte de sept mois, elle épouse Edmond de Rothschild, fraîchement divorcé d'avec l’artiste bulgare Veselinka Vladova Gueorguieva. Ce mariage est considéré comme peu conventionnel, car les femmes intégrant la famille Rothschild sont cultivées, issues de familles juives aisées. Catholique, elle étudie le judaïsme durant deux ans et sa conversion est officialisée par le grand rabbin Kaplan. Le couple a un unique enfant, Benjamin de Rothschild (1963-2021). Dans une interview, elle confie une grossesse difficile et des fausses couches. Elle relate également un couple uni et solide, tout en acceptant l'existence des relations extra-conjugales de son époux, dont la naissance d’une fille, Camillia Langoux de Rothschild, demi-soeur reconnue de son fils.
En 1997, son mari Edmond meurt à l'âge de 71 ans. Le 15 janvier 2021, Benjamin meurt d'une crise cardiaque à 57 ans,.
Dans son ouvrage Très chères baronnes de Rothschild, elle aborde la biographie de douze femmes de la dynastie Rothschild sur plusieurs générations (1800 à 2020).

#### Héritage
Nadine de Rothschild ne participe pas aux activités de la banque Rothschild et s'investit principalement dans les mondanités. En 1973, elle fait l'acquisition, avec son mari, du domaine viticole Château Malmaison à Moulis, qui avait été laissé à l'abandon avec seulement 1 hectare de vigne, proche du château Clarke. Entre 1974 et 1978, le couple replante le vignoble qui s’étend sur 24 hectares de sols argilo-calcaires, propices à la culture du merlot et du cabernet sauvignon. Nadine de Rothschild assure la promotion internationale de la marque après avoir suivi des cours d'œnologie à l'université de Bordeaux. En 1997, à la mort de son mari, elle respecte la volonté de celui-ci en confiant la direction du domaine à Yann Buchwalter.
En 2014, elle détient 17 % du capital de la holding et 7 % des voix. En désaccord avec sa belle-fille, elle transfère sa part de la fortune familiale dans la banque privée suisse Pictet, en 2014 et 2019.

### Symbole du savoir-vivre
Nadine de Rothschild est connue pour ses ouvrages de savoir-vivre, des arts de la table, de conseils pour la vie de couple harmonieuse et l'éducation.
En 1984, en collaboration avec Guillemette de Sairigné, elle écrit une autobiographie La baronne rentre à cinq heures.
Son livre Le Bonheur de séduire, l’art de réussir, le savoir vivre du XXIe siècle, paru en 1991, est une référence dans le domaine. Il est réédité en 2001. Le nombre de ventes est estimé à 170 000 exemplaires.
En 2004, Nadine de Rothschild ouvre à Carouge près de Genève l'académie « Nadine de Rothschild International Way of Life ». Un an plus tard, elle anime l'émission En voilà des manières !! sur M6 dans laquelle elle apprend à des jeunes femmes à se comporter en société.
Opposée au divorce et défendant la famille traditionnelle, elle revendique le droit aux femmes d'avoir une pension alimentaire en cas de divorce et préconise une assurance en cas de non-paiement. Revendiquant la maternité de cette idée, elle prend contact avec des responsables gouvernementaux comme Christian Jacob, ministre délégué à la Famille en 2002 pour la mettre en application. Néanmoins, cette idée est peu soutenue par les responsables politiques et les féministes.
Elle est régulièrement invitée sur les plateaux télévisés de Thierry Ardisson dans les années 2000. Elle est plus rare dans les médias à partir des années 2010.
En février 2023, Nadine de Rothschild accepte d'accorder un entretien à Sonia Devillers dans la Matinale de France Inter, où elle évoque sa vie et l'époque.

## Filmographie
- 1949 : Un chien et madame de Marcel Martin, court métrage (19 min)
- 1949 : Mission à Tanger de André Hunebelle : une jeune femme dans le cabaret
- 1949 : Au royaume des cieux de Julien Duvivier : une collégienne
- 1950 : Quai de Grenelle de Emil-Edwin Reinert : une danseuse nue dans la boîte de nuit
- 1951 : Caroline chérie de Richard Pottier (non créditée au générique : doublure de Martine Carol)
- 1951 : Nez de cuir de Marc Allégret
- 1951 : Le Passage de Vénus de Maurice Gleize : Gisèle
- 1951 : Boniface somnambule de Maurice Labro (non créditée au générique) : Ginette, une vendeuse des magasins Berthès
- 1951 : Paris est toujours Paris (Parigi è sempre Parigi) de Luciano Emmer : Nadine, une vendeuse de l'institut de beauté
- 1952 : Ouvert contre X de Richard Pottier : Amélie, la soubrette
- 1952 : Manina, la fille sans voiles de Willy Rozier : Mathilda
- 1952 : Coiffeur pour dames de Jean Boyer : Mlle Mado
- 1953 : Femmes de Paris de Jean Boyer : Poupette
- 1953 : Les Enfants de l'amour de Léonide Moguy : Lulu
- 1953 : Une vie de garçon de Jean Boyer
- 1954 : Si Versailles m'était conté… de Sacha Guitry (non créditée au générique) : une dame de la cour
- 1954 : Ma petite folie de Maurice Labro : Suzanne
- 1954 : Les hommes ne pensent qu'à ça d'Yves Robert : la jeune femme dans sa baignoire
- 1954 : Les Impures de Pierre Chevalier : une entraîneuse
- 1954 : Madame du Barry de Christian-Jaque : Loque, une fille du roi
- 1955 : Chantage de Guy Lefranc : Janine, la photographe
- 1956 : Les Truands de Carlo Rim
- 1956 : Vous pigez ? de Pierre Chevalier : Amanda
- 1956 : Ce soir les jupons volent de Dimitri Kirsanoff : Tania
- 1956 : Fernand cow-boy de Guy Lefranc : Any, la chanteuse du saloon
- 1956 : En effeuillant la marguerite de Marc Allégret : Magali, une journaliste
- 1956 : Le Long des trottoirs de Léonide Moguy : une pensionnaire
- 1956 : L'Homme et l'Enfant de Raoul André : Pitel
- 1956 : Notre-Dame de Paris de Jean Delannoy : une fille à la cour des miracles
- 1957 : Folies-Bergère ou Un soir au music-hall d'Henri Decoin : Sonia
- 1957 : Cinq Millions comptant d'André Berthomieu : Céleste
- 1957 : Miss Catastrophe de Dimitri Kirsanoff : Arlette
- 1957 : Donnez-moi ma chance ou Piège à filles de Léonide Moguy : Kiki
- 1957 : Comme un cheveu sur la soupe de Maurice Régamey : Juliette, une entraîneuse
- 1958 : Girls at Sea de Gilbert Gunn : Antoinette
- 1958 : En bordée de Pierre Chevalier : Muguette
- 1958 : Les Grandes Familles de Denys de La Patellière : Sylvaine, la jeune actrice entretenue
- 1959 : Cigarettes, Whisky et P'tites Pépées de Maurice Régamey : Arlette, la « pépée » qui aime le whisky
- 1959 : Rue de la peur (Los Cobardes) de Juan Carlos Thorry : Maria
- 1959 : Visa pour l'enfer d'Alfred Rode : Clémentine
- 1959 : Larry agent secret (en) (autres titres : Hot Money Girl ou Long Distance) d'Alvin Rakoff : Zizi
- 1961 : Deuxième Bureau contre terroristes de Jean Stelli : Claire
- 1964 : Une ravissante idiote d'Édouard Molinaro

## Théâtre
- 1952 : Schnock opérette de Marc-Cab et Jean Rigaux, mise en scène Alfred Pasquali, théâtre des Célestins
- 1954 : Les Chansons de Bilitis opérette de Jean Valmy et Marc-Cab d'après Pierre Louÿs, Musique de Joseph Kosma, théâtre des Capucines

## Publications
- [Rothschild, 1984] La Baronne rentre à cinq heures (en collaboration avec Guillemette de Sairigné), Paris, Jean-Claude Lattès, 1984, 255 p., + 16 f. de planches
- Heureuse et pas fâchée de l'être, autobiographie, Paris, éditions de la Seine, coll. « Succès du livre », 1987, 221 p. + 16 p. de planches (ISBN 2-7382-0007-9)
- Parlez-moi d'amour, Paris, éditions Fixot, 1989, 243 p. + 8 p. de planches  (ISBN 2-87645-051-8)
- Natara, roman, Paris, éditions Fixot, 1994, 343 p.  (ISBN 2-87645-190-5)
- Femme un jour, femme toujours (savoir-vivre), Paris, éditions Robert Laffont, 1997, 284 p. + 8 p. de planches  (ISBN 2-221-08464-0)
- L'amour est affaire de femmes, Paris, éditions Robert Laffont, 2001, 285 p. + 16 p. de planches  (ISBN 2-221-09345-3)
- Le Bonheur de séduire, l'art de réussir : le savoir-vivre du XXIe siècle, Paris, éditions Robert Laffont, 2001, 436 p. + 8 p. de planches  (ISBN 2-221-09595-2). Édition revue et augmentée d'un ouvrage paru en 1991 sous le titre « Le bonheur de séduire, l'art de réussir : savoir vivre aujourd'hui ».
- Jours heureux à Quiberon, Neuilly-sur-Seine, éditions Michel Lafon, 2002, 160 p.  (ISBN 2-84098-780-5).
- Sur les chemins de l'amour, Paris, éditions Robert Laffont, 2003, 327 p. + 16 p. de planches  (ISBN 2-221-09836-6).
- Megève, un roman d'amour, Paris, éditions Albin Michel, 2004, 299 p. + 8 p. de planches  (ISBN 2-226-15519-8).
- Les Hommes de ma vie, Paris, éditions Albin Michel, 2007  (ISBN 978-2226176134)
- Bonnes manières (en collaboration avec E. Margas), 2009
- Réussir l'éducation de nos enfants, avec Arsène Bouakira, Lausanne-Paris, éditions Favre, 2009  (ISBN 978-2828910716)
- Ma philosophie... d'un boudoir à l'autre, Paris, éditions Albin Michel, 2010  (ISBN 9782226193049)
- Très Chères Baronnes de Rothschild, broché, 2023  (ISBN 978-2-35340-376-9)